# Karl Georg Wingstrand
Karl Georg Wingstrand, född 2 mars 1919, död 2 november 1992, var en dansk-svensk zoolog. 
Wingstrand disputerade 1953 vid Lunds universitet på en avhandling om hypofysen hos ryggradsdjur. 1956 blev han professor i zoologi (komparativ anatomi) vid Köpenhamns universitet. Han invaldes 1980 som utländsk ledamot av svenska Vetenskapsakademien. År 1986 mottog han Kungliga Fysiografiska Sällskapet i Lunds Linnépris i zoologi.